# Chwatów
Chwatów (ukr. Хватів) – wieś w obwodzie lwowskim, w rejonie złoczowskim na Ukrainie.
Do 19 lipca 2020 r. w rejonie buskim. 

## Położenie
Wieś położona zaraz na zachód od Oleska i na północny wschód od Podhorców.